# Hedychium gardnerianum
El jengibre hawaiano o kahili (Hedychium gardnerianum) es una especie del Himalaya. Alcanza 2,4 m de alto, con largas hojas de un verde vivo que envuelven los altos tallos.
Es la especie más cultivada; prefiere un clima cálido, aunque puede crecer en el exterior en regiones templadas que tengan heladas ligeras y ocasionales. Las fragantes flores, rojas y amarillo claro, que brotan en densas espigas, aparecen hacia finales del verano. Esta especie se considera una mala hierba en algunas regiones. Es conocida como 'wild kahili ginger' y listada como planta invasiva en Nueva Zelanda y Hawái. Está incluida en la lista100 de las especies exóticas invasoras más dañinas del mundo de la Unión Internacional para la Conservación de la Naturaleza.

## Especie invasora en España
Debido a su potencial colonizador y constituir una amenaza grave para las especies autóctonas, los hábitats o los ecosistemas, esta especie ha sido incluida en el Catálogo Español de Especies Exóticas Invasoras, regulado por el Real Decreto 630/2013, de 2 de agosto, estando prohibida en España su introducción en el medio natural, posesión, transporte, tráfico y comercio.